# 三橋豊夫
三橋 豊夫（みつはし とよお、1949年4月29日 - ）は、埼玉県出身の元プロ野球選手。ポジションは投手。

## 来歴・人物
鴻巣高校から日本通運に入社。1970年の都市対抗に出場。1回戦で九州産交を相手に先発し8回2失点と好投するが、リリーフが打たれ9回裏サヨナラ負けを喫する。
1970年ドラフト会議でヤクルトアトムズから2位指名を受けると会社からの慰留があったが交渉の末に入団。大型左腕として期待され、嘗てチームの大エースであった同じ左腕の金田正一が付けていた背番号34を貰うが、一軍登板は1971年9月6日の対巨人戦で王貞治に与えたストレートの四球のみにとどまり、1972年のオープン戦の好投後に肘が悪化しリハビリを続けるが1976年限りで引退した。1977年、28歳で立川市教委体育課に入り、市営球場と陸上競技の管理を担当した。ヤクルトのOB会に所属しており、少年野球の指導にもあたっている。
球威は抜群でオーバースローからの大きなカーブ、シュートを武器としたが、制球力に欠けた。ファームで基礎から鍛え直したが安定感はなく、下半身が突っ張って上体だけで投げるピッチングは治らなかった。
現在は植木職人をしていることが、2023年12月15日にNHKの『ドキュメント72時間』で放映された。

## 詳細情報

### 年度別投手成績
| 年 度     | 球 団     | 登 板 | 先 発 | 完 投 | 完 封 | 無 四 球 | 勝 利 | 敗 戦 | セ 丨 ブ | ホ 丨 ル ド | 勝 率 | 打 者 | 投 球 回 | 被 安 打 | 被 本 塁 打 | 与 四 球 | 敬 遠 | 与 死 球 | 奪 三 振 | 暴 投 | ボ 丨 ク | 失 点 | 自 責 点 | 防 御 率 | W H I P |
| --------- | --------- | ----- | ----- | ----- | ----- | -------- | ----- | ----- | -------- | ----------- | ----- | ----- | -------- | -------- | ----------- | -------- | ----- | -------- | -------- | ----- | -------- | ----- | -------- | -------- | ------- |
| 1971      | ヤクルト  | 1     | 0     | 0     | 0     | 0        | 0     | 0     | --       | --          | ----  | 1     | 0.0      | 0        | 0           | 1        | 0     | 0        | 0        | 0     | 0        | 1     | 1        | ----     | ----    |
| 通算：1年 | 通算：1年 | 1     | 0     | 0     | 0     | 0        | 0     | 0     | --       | --          | ----  | 1     | 0.0      | 0        | 0           | 1        | 0     | 0        | 0        | 0     | 0        | 1     | 1        | ----     | ----    |

### 記録
- 初登板：1971年9月6日、対読売ジャイアンツ25回戦（明治神宮野球場）、7回表から2番手で救援登板、0/3回1失点

### 背番号
- 34 （1971年 - 1976年）